# Bell OH-58 Kiowa
Bell OH-58 Kiowa là một dòng phi cơ trực thăng một động cơ, một-rotor, được sử dụng cho các nhiệm vụ trinh sát, đa dụng và hỗ trợ hỏa lực trực tiếp. Bell Helicopter sản xuất chiếc OH-58 cho Lục Quân Hoa Kỳ dựa trên mẫu Model 206A JetRanger. Chiếc OH-58 đã phục vụ liên tục trong Lục quân Hoa Kỳ trong khoảng thời gian từ năm 1969 đến năm 2017, khi nó được thay thế bởi Boeing AH-64 Apache và Eurocopter UH-72 Lakota.
Model mới nhất là OH-58D Kiowa Warrior, chủ yếu đóng vai trò trinh sát vũ trang hỗ trợ cho lính bộ binh. Phi cơ OH-58 đã được xuất khẩu sang nước Áo, Canada, Croatia, Cộng Hòa Dominica, Đài Loan, Saudi Arabia, và Hy Lạp.  Nó cũng được sản xuất theo giấy phép tại Úc.

## Phát triển

### Trực thăng trinh sát hạng nhẹ (LOH)
Ngày 14 tháng 10 năm 1960, Hải quân Hoa Kỳ đưa ra yêu cầu cho 25 nhà sản xuất trực thăng một loại Trực thăng Quan sát Hạng nhẹ (LOH). Bell Helicopter dự thi cùng với 12 nhà sản xuất khác, bao gồm Hiller Aircraft và Hughes Tool Co., Aircraft Division. Bell đề xuất thiết kế D-250, sau này được định danh là YHO-4.  Ngày 19 tháng 5 năm 1961, Bell và Hiller được công bố là bên thắng cuộc thi thiết kế.

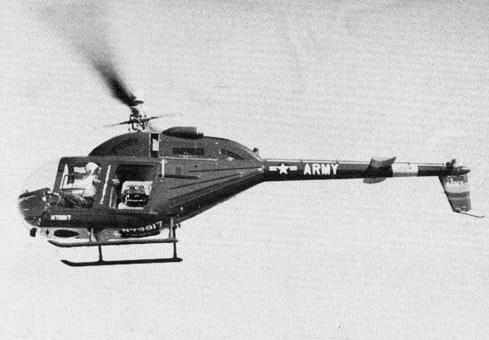
YOH-4A LOH đang bay

Bell phát triển thiết kế D-250 thành phi cơ Model 206, với định danh HO-4 đổi thành YOH-4A vào năm 1962, và đã có năm mẫu thử nghiệm được chế tạo cho các bài kiểm tra của Lục quân trong giai đoạn đánh giá. Phi cơ thử nghiệm đầu tiên bay vào ngày 8 tháng 12 năm 1962. Mẫu YOH-4A còn có được biệt danh Ugly Duckling do hình dáng so với các đối thủ cạnh tranh. Sau các cuộc bay thử nghiệm của các hãng Bell, Hughes và Fairchild-Hiller, mẫu Hughes OH-6 Cayuse được chọn lựa vào tháng 5 năm 1965.
Khi mẫu YOH-4A bị Lục quân từ chối, Bell chuyển sang giải quyết vấn đề tiếp thị phi cơ. Ngoài vấn đề hình dạng, trực thăng còn thiếu khoang để hành lý và khoang chứa ba hành khách thì quá nhỏ. Giải pháp là thiết kế lại khoang nhiên liệu trở nên thon gọn và bắt mắt, giúp tăng thể tích khoang hành lý thêm 16 foot khối (0,45 mét khối). Phi cơ sau vài chỉnh sửa được định danh là Model 206A, và Chủ tịch Bell Edwin J. Ducayet đặt tên JetRanger nhấn mạnh sự phát triển từ mẫu phổ biến Model 47J Ranger.
Năm 1967, Lục quân Hoa Kỳ mở lại cuộc đấu thầu LOH bởi vì Hughes Tool Co. Aircraft Division không thể đáp ứng được yêu cầu sản xuất. Bell lại tham gia chương trình với mẫu đề xuất là Bell 206A. Fairchild-Hiller thất bại với mẫu YOH-5A, vốn đã được họ tiếp thị thành công ra thị trường với cái tên FH-1100. Cuối cùng, Bell vượt qua Hughes thắng hợp đồng với mẫu Bell 206A được định danh là OH-58A. Theo quy ước đặt tên của Lục quân Hoa Kỳ đối với trực thăng, chiếc OH-58A được đặt tên Kiowa nhằm vinh danh Bộ Lạc Thổ Dân Hoa Kỳ.

### Trực thăng Trinh sát tối tân
Trong thập niên 1970, Lục quân Hoa Kỳ bắt đầu lượng giá nhu cầu cải thiện khả năng của phi cơ trinh sát. Anticipating the AH-64A's replacement of the venerable AH-1, Lục quân 

## Bên vận hành

### Current operators
Áo
- Không lực Áo[14]

 Croatia

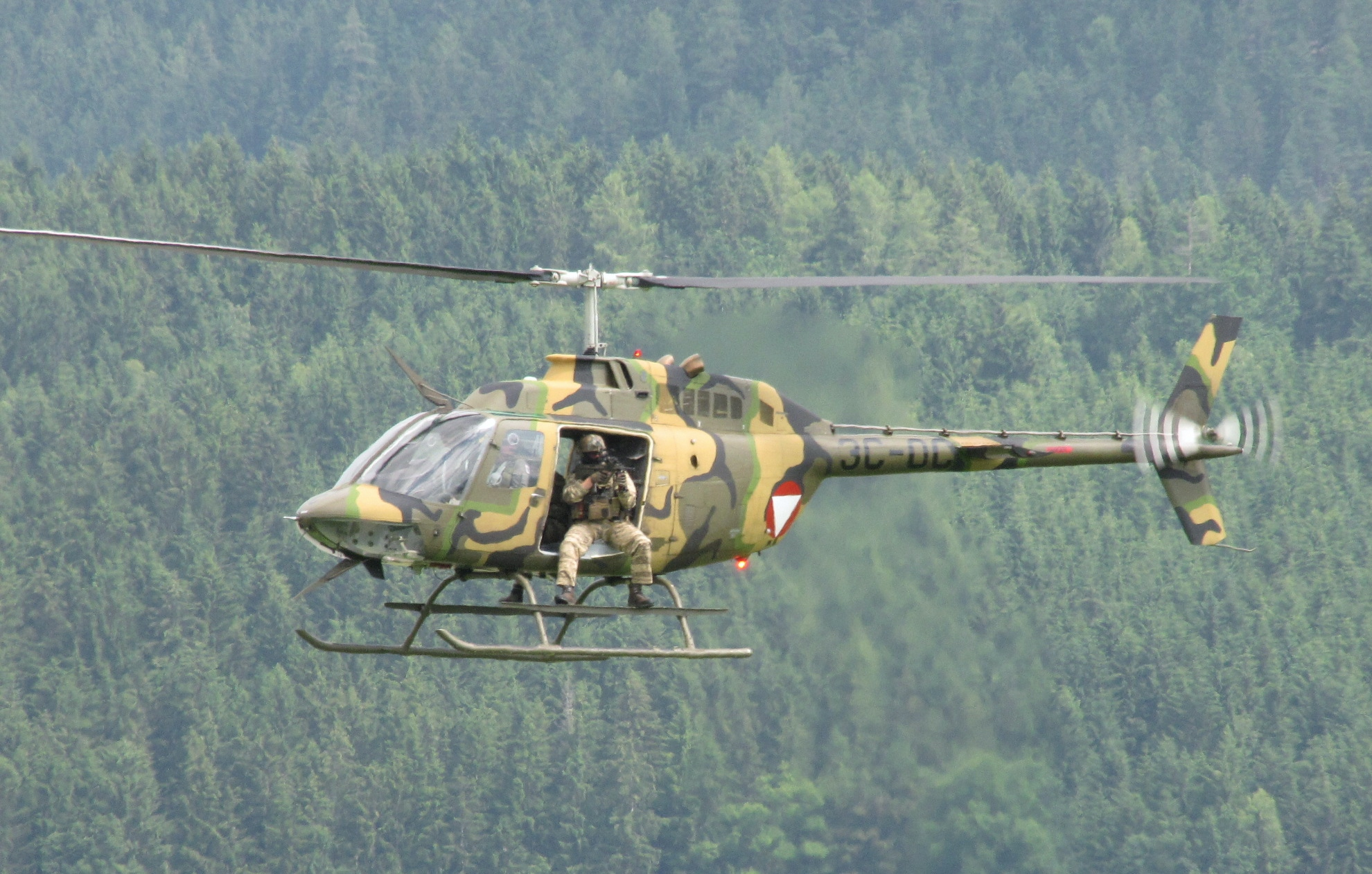
An Austrian Armed Forces OH-58, during AirPower 2013

- Không lực Croatia (16 former US Army OH-58Ds)[14][15]

 Cộng hòa Dominica
- Dominican Air Force[14]

 Hy Lạp
- Hellenic Army (70 former US Army OH-58Ds, delivered ngày 15 tháng 5 năm 2019)[16][17][18][19]

 Iraq
- Iraqi Army[14]

 Ả Rập Xê Út
- Royal Saudi Land Forces[14]

 Đài Loan
- Quốc quân Trung Hoa Dân Quốc[14]

 Tunisia

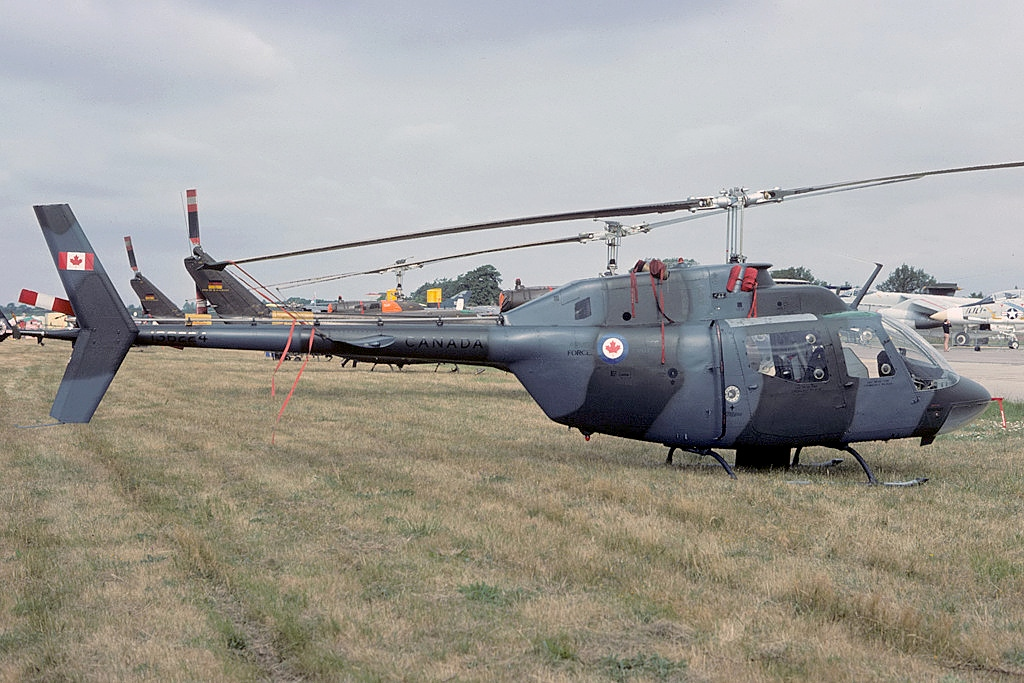
A Canadian Forces Kiowa with 444 Squadron, CFB Lahr, Germany

- Tunisian Air Force (24 former US Army OH-58Ds)[14]

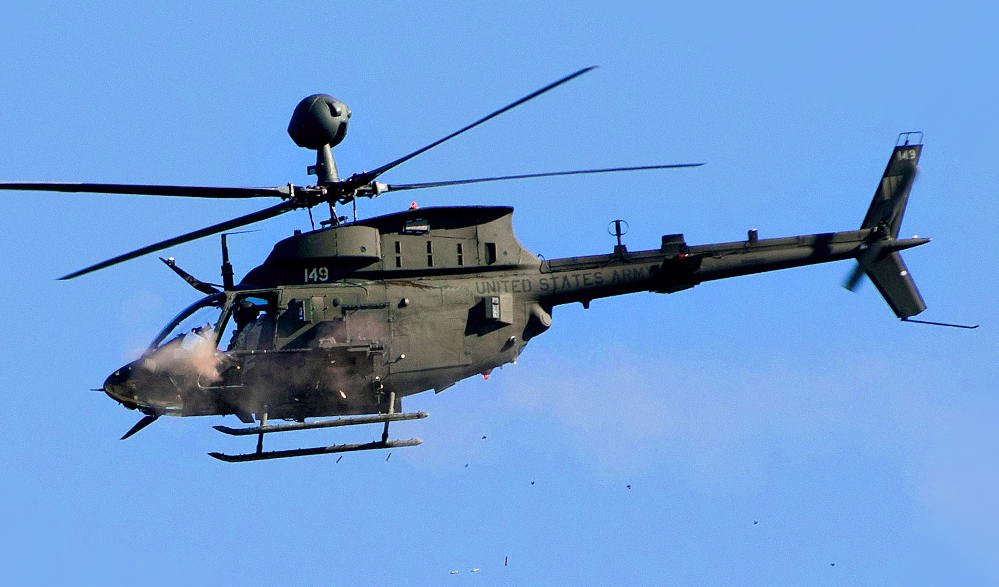
A United States Army Kiowa

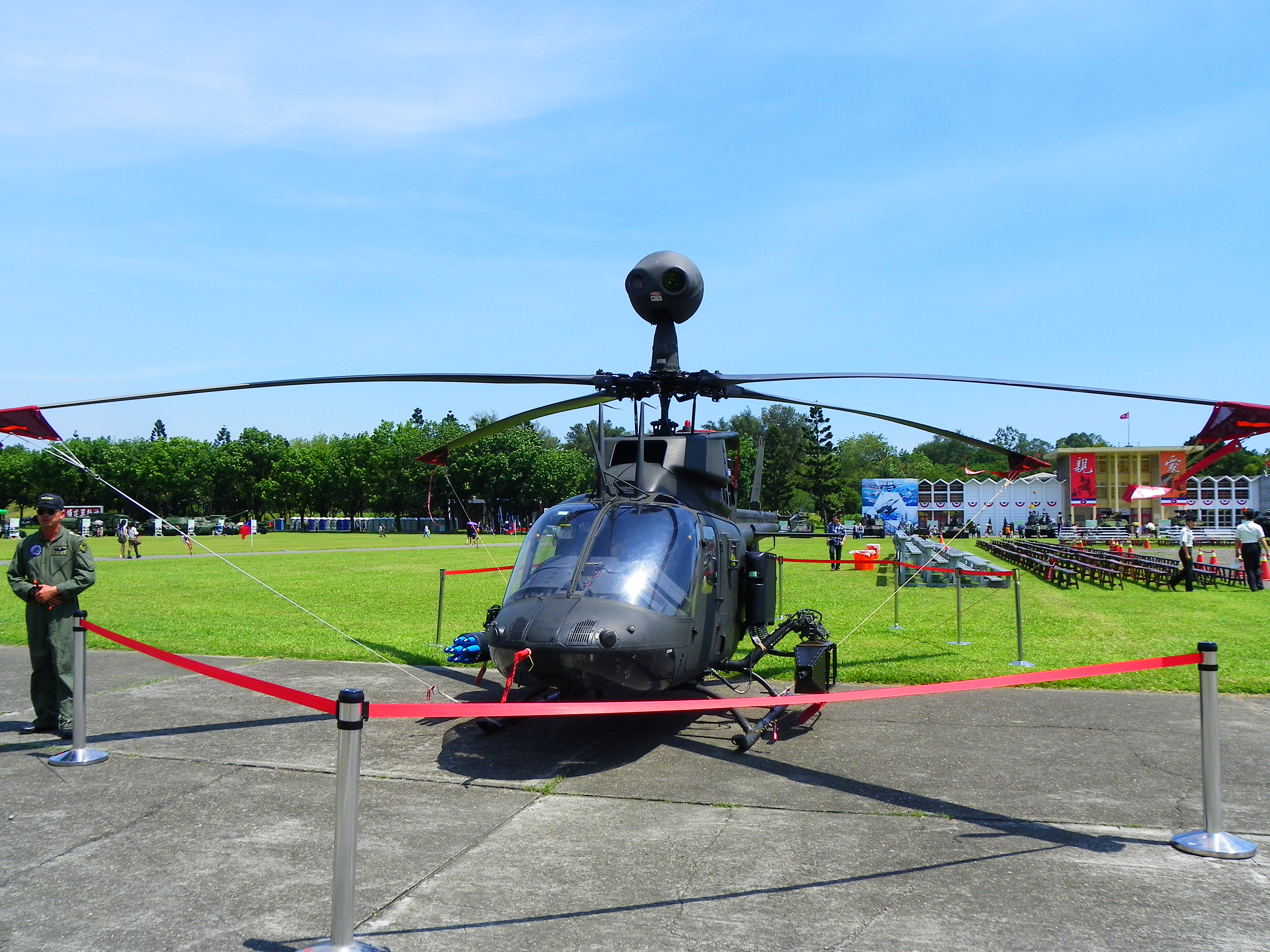
ROCA (Taiwanese Army) OH-58D

 Thổ Nhĩ Kỳ
- Turkish Army[14]

### Former operators
Úc
- Australian Army[20][21][22]

 Canada
- Canadian Armed Forces[23][24]

 Hoa Kỳ
- New Jersey State Police operates 1 OH-58 from military surplus.[25]
- United States Army[26]

## Phi cơ trưng bày
- 68-16940 – International Airport in Palm Springs, California. Transformed into a sculpture.[27]
- 69-16112 – Pima Air and Space Museum in Tucson, Arizona[28]
- 69-16123 – Kansas Museum of Military History in Augusta, Kansas[29]
- 69-16153 – MAPS Air Museum in North Canton, Ohio[30]
- 69-16338 – Point Alpha Museum in Hesse, Germany[31]
- 71-20475 – Veterans Memorial Museum, Huntsville, Alabama, United States[32][33]
- 71-20869 – National Air Force Museum of Canada, Trenton, Ontario, Canada CH-136 [34]
- 71-20920 – Polish Aviation Museum, Kraków, Poland – CH-136[35]
- 72-21256 – The Aviation Museum of Kentucky in Lexington, Kentucky[36]

## Specifications (OH-58D)
Dữ liệu lấy từ Jane's, U.S. Army Aircraft Since 1947
Đặc tính tổng quát
- Kíp lái: 2 pilots
- Chiều dài: 42 ft 2 in (12,85 m)
- Chiều cao: 12 ft 10 in (3,91 m)
- Trọng lượng rỗng: 3,829 lb (2 kg)
- Trọng lượng có tải: 5,500 lb (2 kg)
- Động cơ: 1 × Rolls-Royce T703-AD-700A turboshaft, 650 hp (480 kW)
- Đường kính rô-to chính:    35 ft 0 in (10,67 m)
- Diện tích rô-to chính: 962,11 foot vuông (89,383 m2)[chuyển đổi: số không hợp lệ]

Hiệu suất bay
- Vận tốc cực đại: 149 mph (240 km/h; 129 kn)
- Vận tốc hành trình: 127 mph (110 kn; 204 km/h)
- Tầm bay: 161 mi (140 nmi; 259 km)
- Thời gian bay: 2 hours
- Trần bay: 15,000 ft (5 m)

Vũ khí trang bị

- Giá treo: 2 pylons kết hợp mang được:
  - Rocket: 1x LAU-68 rocket launcher with seven 70 mm (2.75") Hydra 70 rockets
  - Tên lửa: 2x AGM-114 Hellfire missiles
  - Khác: 1x.50 cal (12.7 mm) M3P (or M296) heavy machine gun[38]

### Footnotes
1. ↑  The last new build aircraft were delivered to the U.S. Army in 1989. The subsequent arming of the AHIP and the System Safety Enhancement Program (SSEP) caused aircraft to be steadily refitted until 1999.

1. ↑  Donald, David, ed. "Bell Model 206 JetRanger", The Complete Encyclopedia of World Aircraft. Barnes & Nobel Books, 1997. ISBN 0-7607-0592-5.
2. 1 2 3 4 5  Jackson, Paul, Lindsay T. Peacock, Kenneth Munson, and John W. R. Taylor. Jane's All the World's Aircraft, 1996–97. Coulsdon, Surrey, UK: Jane's Information Group, 1996. ISBN 978-0-7106-1377-6.
3. ↑  Cannon, Chuck (ngày 14 tháng 7 năm 2020). "Kiowa helicopters make final flight at JRTC & Fort Polk". Vertical Magazine. Lưu trữ bản gốc ngày 11 tháng 11 năm 2020. Truy cập ngày 11 tháng 11 năm 2020.
4. ↑  Remington, Steve. "The Cessna CH-1 Helicopter". Lưu trữ ngày 21 tháng 6 năm 2009 tại Wayback Machine CollectAir.com
5. 1 2  Beechy, Robert. "U.S Army Aircraft Acquisition Programs". Lưu trữ ngày 18 tháng 11 năm 2006 tại Wayback Machine Uncommon Aircraft 2006. ngày 18 tháng 11 năm 2005. Truy cập on ngày 19 tháng 9 năm 2006.
6. ↑  See Light Observation Helicopter. The Navy, who was assisting the Army in the selection phase, recommended the Hiller Model 1100, while the Army team preferred the Bell D-250, and then the 1100. The Selection Board selected both aircraft. Afterwards, the acting Army Chief of Staff directed the Selection Board to include the Hughes 369 in the fly-off competition.
7. ↑  Spangenberg, George A. George A. Spangenberg Oral History Lưu trữ ngày 10 tháng 9 năm 2008 tại Wayback Machine. georgespangenberg.com. Judith Spangenberg-Currier, ed. pp. 187–190. Truy cập on ngày 29 tháng 4 năm 2008.
8. 1 2  Visschedijk, Johan. "Bell 206 JetRanger". Lưu trữ ngày 14 tháng 9 năm 2006 tại Wayback Machine 1000AircraftPhotos.com. ngày 16 tháng 10 năm 2003. Truy cập on ngày 19 tháng 9 năm 2006.
9. ↑  Spenser, Jay P. "Bell Helicopter". Whirlybirds, A History of the U.S. Helicopter Pioneers, p. 263. University of Washington Press, 1998. ISBN 0-295-98058-3.
10. ↑  Aastad, Andy. "The Introduction to the JetRanger". Lưu trữ ngày 10 tháng 9 năm 2008 tại Wayback Machine Rotor Magazine. Helicopter Association International. Winter 2006–2007. Truy cập on ngày 29 tháng 4 năm 2008.
11. ↑  Holley and Sloniker, p. 8.
12. ↑  Hirschberg, Michael J. and David K. Daley. "Bell". Lưu trữ ngày 5 tháng 6 năm 2001 tại Wayback Machine US and Russian Helicopter Development In the 20th Century. American Helicopter Society. ngày 7 tháng 7 năm 2000. Truy cập on ngày 20 tháng 4 năm 2007.
13. ↑  Holley and Sloniker, p. 90.
14. 1 2 3 4 5 6 7 8  "World Air Forces 2019". Flightglobal Insight. 2019. Lưu trữ bản gốc ngày 23 tháng 1 năm 2019. Truy cập ngày 3 tháng 4 năm 2019.
15. ↑  Salinger, Igor (ngày 2 tháng 8 năm 2016). "First ex-US Army OH-58Ds delivered to Croatia". Flightglobal.com. Lưu trữ bản gốc ngày 2 tháng 8 năm 2016. Truy cập ngày 2 tháng 8 năm 2016.
16. ↑  "Hellenic Army finalises OH-58D Kiowa Warrior helicopter deal". janes.com. Bản gốc lưu trữ ngày 29 tháng 8 năm 2018. Truy cập ngày 25 tháng 8 năm 2018.
17. ↑  "Kiowa Warrior: Μαγιάτικο δώρο στην Αεροπορία Στρατού". naftemporiki.gr. Lưu trữ bản gốc ngày 28 tháng 4 năm 2019. Truy cập ngày 28 tháng 4 năm 2019.
18. ↑  "Έφτασαν στην Ελλάδα τα αμερικανικά ελικόπτερα "Kiowa Warrior" και ένα Chinook CH-47D". protothema.gr. Lưu trữ bản gốc ngày 17 tháng 5 năm 2019. Truy cập ngày 17 tháng 5 năm 2019.
19. ↑  Bozinovski, Igor (ngày 21 tháng 5 năm 2019). "Greece receives 70 OH-58Ds and a Chinook from United States". Jane's 360. Skopje. Lưu trữ bản gốc ngày 21 tháng 5 năm 2019. Truy cập ngày 21 tháng 5 năm 2019.
20. ↑  "A17 Bell Kiowa". Royal Australian Air Force. RAAF Museum. Lưu trữ bản gốc ngày 21 tháng 12 năm 2016. Truy cập ngày 8 tháng 8 năm 2016.
21. ↑  "World Air Forces 2018". Flightglobal Insight. 2018. Lưu trữ bản gốc ngày 6 tháng 2 năm 2018. Truy cập ngày 25 tháng 8 năm 2018.
22. ↑  Dominguez, Gabriel (ngày 22 tháng 10 năm 2018). "Australian Army retires fleet of Bell 206B-1 Kiowa helicopters". IHS Jane's 360. London. Lưu trữ bản gốc ngày 22 tháng 10 năm 2018. Truy cập ngày 22 tháng 10 năm 2018.
23. ↑  "Bell CH-136 KIOWA". canadianwings.com. Bản gốc lưu trữ ngày 22 tháng 1 năm 2014. Truy cập ngày 17 tháng 1 năm 2014.
24. ↑  Royal Canadian Air Force (ngày 2 tháng 8 năm 2016). "Historical Aircraft". Bản gốc lưu trữ ngày 14 tháng 8 năm 2016. Truy cập ngày 2 tháng 10 năm 2016.
25. ↑  "Special Operations Section | New Jersey State Police". www.njsp.org. Truy cập ngày 17 tháng 10 năm 2019.
26. ↑  "US Army retires final Kiowa Warrior". janes.com. Bản gốc lưu trữ ngày 30 tháng 8 năm 2018. Truy cập ngày 25 tháng 8 năm 2018.
27. ↑  "Airframe Dossier – Bell OH-58C (FG) Kiowa, s/n 68-16940 US, c/n 40254". Aerial Visuals. www.AerialVisuals.ca. Bản gốc lưu trữ ngày 23 tháng 6 năm 2015. Truy cập ngày 20 tháng 5 năm 2015.
28. ↑  "KIOWA". Pima Air & Space Museum. pimaair.org. Lưu trữ bản gốc ngày 3 tháng 4 năm 2015. Truy cập ngày 20 tháng 5 năm 2015.
29. ↑  "Aerial Visuals – Airframe Dossier – Bell OH-58 Kiowa, s/n 69-16123 US". Aerial Visuals. AerialVisuals.ca. Bản gốc lưu trữ ngày 23 tháng 6 năm 2015. Truy cập ngày 20 tháng 5 năm 2015.
30. ↑  "History – OH-58 Kiowa". Google Sites. Lưu trữ bản gốc ngày 23 tháng 6 năm 2015. Truy cập ngày 20 tháng 5 năm 2015.
31. ↑  de Vries, Wim. "Memorial / Gedenkstätte Point Alpha – Bell OH-58A "Kiowa"". Panoramio. Bản gốc lưu trữ ngày 23 tháng 6 năm 2015. Truy cập ngày 20 tháng 5 năm 2015.
32. ↑  Administrator. "OH58 Kiowa Helicopter". memorialmuseum.org. Bản gốc lưu trữ ngày 30 tháng 8 năm 2015. Truy cập ngày 10 tháng 3 năm 2015.
33. ↑  "Aircraft Data 71-20475, 1971 Bell OH-58C Kiowa C/N 41336". Airport-Data.com. Airport-Data.com. Bản gốc lưu trữ ngày 23 tháng 6 năm 2015. Truy cập ngày 20 tháng 5 năm 2015.
34. ↑  "Kiowa – National Air Force Museum of Canada" (bằng tiếng Anh). Bản gốc lưu trữ ngày 24 tháng 2 năm 2021. Truy cập ngày 8 tháng 3 năm 2020.
35. ↑  "Bell CH-136 Kiowa". Polish Aviation Museum. Bản gốc lưu trữ ngày 23 tháng 6 năm 2015. Truy cập ngày 21 tháng 4 năm 2015.
36. ↑  "Aircraft Data 72-21256, 1972 Bell OH-58A Kiowa C/N 41922". Airport-Data.com. Airport-Data.com. Bản gốc lưu trữ ngày 23 tháng 6 năm 2015. Truy cập ngày 20 tháng 5 năm 2015.
37. ↑  Harding, Stephen. "Bell H-58 Kiowa". U.S. Army Aircraft Since 1947. Schiffer Publishing Ltd., 1997. ISBN 0-7643-0190-X.
38. ↑  van Geete, Stephanie. "6-6 Cavalry aircrews field new Kiowa Warrior weapons system." Lưu trữ ngày 2 tháng 10 năm 2013 tại Wayback Machine www.army.mil Published 6 Apr 2009. Truy cập 16 Sep 2013.

### Bibliography
- Elliot, Bryn (March–April 1997). "Bears in the Air: The US Air Police Perspective". Air Enthusiast. số 68. tr. 46–51. ISSN 0143-5450.
- Holley, Charles, and Mike Sloniker. Primer of the Helicopter War. Grapevine, Tex: Nissi Publ, 1997. ISBN 0-944372-11-2.
- Spenser, Jay P. "Bell Helicopter". Whirlybirds, A History of the U.S. Helicopter Pioneers. University of Washington Press, 1998. ISBN 0-295-98058-3.
- World Aircraft information files Brightstar publishing London File 424 sheet 2

 Bài viết này kết hợp tài liệu thuộc phạm vi công cộng từ website hay thư mục thuộc Trung tâm Lịch sử Quân sự Quân đội Hoa Kỳ.